# Kevin Millwood
Kevin Austin Millwood (né le 24 décembre 1974 à Gastonia, Caroline du Nord, États-Unis) est un lanceur partant droitier de baseball qui évolue en Ligue majeure de 1997 à 2012. 
Il compte une sélection au match des étoiles (1999).

## Biographie
Dès la fin de ses études secondaires à la Bessemer City High School de Bessemer City (Caroline du Nord) Kevin Millwood est repêché par les Braves d'Atlanta (3 juin 1993). Il fait ses débuts en Ligue majeure le 14 juillet 1997. Chez les Braves, il remporte 75 parties en six saisons et connait sa seule sélection au match des étoiles (1999). Cette même saison 1999, il termine 3e du vote pour le Trophée Cy Young.
Kevin Millwood rejoint les Phillies de Philadelphie en 2003. Il enregistre 23 victoires pour 18 défaites, y compris un no-hitter contre les Giants de San Francisco, seul le deuxième de l'histoire du Veterans Stadium l'autre étant lancé par Terry Mulholland.
Devenu agent libre, il s'engage chez le Indians de Cleveland le 8 janvier 2005. Il signe la meilleure moyenne de points mérités de la Ligue, mais ne remporte que 9 parties pour 11 défaites. Malgré un pourcentage de victoires au-dessous de 50 % il se classe 6e lors du vote pour le trophée Cy Young.
De 2006 à 2009, il joue pour les Rangers du Texas avec lesquels il signe un contrat de cinq ans contre 60 millions de dollars. Il gagne 16 parties en 2006, 10 en 2007, 9 en 2008 et 13 en 2009. Le 9 décembre 2009, les Rangers l'échangent aux Orioles de Baltimore contre le releveur Chris Ray.
En 2010 avec Baltimore, Milwood ne remporte que 4 décisions en 31 départs. Il affiche le plus haut total de défaites (16) dans la Ligue américaine, avec un match perdu de moins que le meneur des majeures, Joe Saunders. Il devient joueur autonome le 7 novembre.
Il signe un contrat de ligues mineures en faveur des Yankees de New York le 25 mars 2011. Assigné aux ligues mineures, il amorce la saison à Scranton dans la Ligue internationale mais n'est pas rappelé par les Yankees et libéré de son contrat le 1er mai. Le 19 mai, Milwood signe une entente des ligues mineures avec les Red Sox de Boston mais encore une fois ne joue qu'en ligues mineures. Libéré début août, il signe le 10 août un contrat avec les Rockies du Colorado. Il effectue neuf départs pour les Rockies, remportant quatre victoires contre trois défaites avec une moyenne de points mérités de 3,98.
Le 24 janvier 2012, Milwood rejoint les Mariners de Seattle via un contrat des ligues mineures.
Le 6 juin 2012, Kevin Milwood et les releveurs Charlie Furbush, Stephen Pryor, Lucas Luetge, Brandon League et Tom Wilhelmsen unissent leurs efforts à Los Angeles pour lancer un match sans coup sûr combiné des Mariners contre les Dodgers.